# Model dels cinc factors

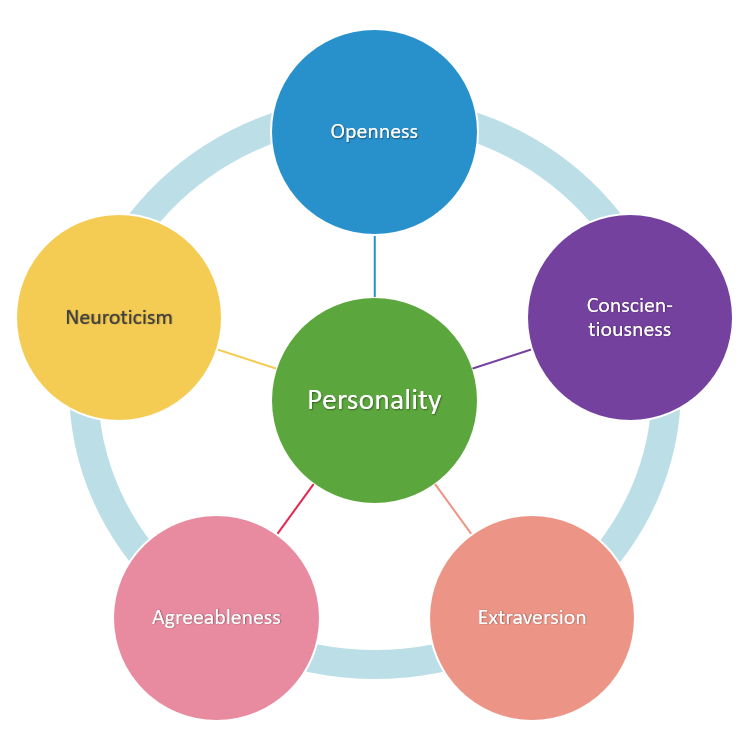
Diagrama dels cinc factors.

El Model dels Cinc Factors o Els Cinc Grans és un model lèxico-factorial de la personalitat, molt utilitzat en els diferents àmbits de la psicologia. Els cinc factors o dimensions són extraversió, neuroticisme, obertura a l'experiència, cordialitat i responsabilitat, i existeixen diversos tests per operativitzar aquest model.

## Història
El Model dels Cinc Factors va veure la llum per primera vegada l'any 1933, com a part del discurs presidencial que va donar Louis Thurstone a la American Psychological Association. Thurstone es va centrar en elaborar un qüestionari per avaluar la personalitat segons el Models dels Cinc Factors, el Thurstone Temperament Schedule. S'ha de dir, però, que el Model dels Cinc Factors que va proposar Thurstone divergia bastant del model actual.
Cattell, jove aprenent de Thurstone, en va proposar un molt més proper al que coneixem avui dia. La proposta de Cattell estava formada per cinc factors, en primer lloc el factor w, que és entès com a cordialitat, seguit del factor c, alts nivells d'aquest factor fan que l'individu experimenti habitualment emocions positives, en tercer lloc el factor m, entès com a maduresa, el factor g de Spearman que determina intel·lecte i un últim factor que descriuria una persona estable i ben ajustada.
Més endavant, l'any 1939, Guilford i Guildord van dur a terme un estudi relacionat amb els factors que formen la personalitat dels individus i van concloure que només cinc factors podien ser interpretats de manera clara: Depressió, Indiferència, Gaudir pensant, Introversió i Pensar. Durant la dècada dels 40 del segle xx, Cattell va continuar, incansable, en la seva investigació per millorar el Model dels Cinc Factors.
Fins a l'any 1980, diversos investigadors van treballar per redactar un model precís. Però no va ser fins aquell any, que a la Convenció de l'Associació de Psicologia Occidental a Honolulu va tenir lloc un simpòsium sobre els models de factors de la personalitat, on es van trobar grans personalitats de la psicologia com Goldberg, Tatemoto-Chole, Comrey i Digman. En aquell simpòsium van concloure que els models formats per cinc factors eren els més estables entre els estudis. Goldberg va comunicar-ho a Costa i McCrae al seminari de recerca del Centre de Recerca de Gerontologia de Baltimore. Feia poc, Costa i Mc.Crae havien desenvolupat un model de la personalitat que estava format per tres factors: Neuroticisme, Extraversió i Obertura. Però quan Goldberg els va donar la notícia, van afegir-hi els altres dos, Cordialitat i Responsabilitat. El primer inventari del Model dels Cinc Factors va ser publicat l'any 1985 (Costa & McCrae, 1985). (Wiggins, Jerry S., ed.., 1996).

## Els Cinc Factors

### Neuroticisme
És la tendència a mostrar un mal ajust emocional i experimentar més estrès, ansietat i depressió (Jutge i lIIes, 2002). Les facetes del Neuroticisme són: hostilitat, timidesa, impulsivitat, vulnerabilitat, depressió i ansietat. Una elevada puntuació en neuroticisme descriu una persona preocupada, insegura, temperamental, poruga, dèbil i dependent. Baixes puntuacions descriuen una persona tranquil·la, relaxada i que sap afrontar les situacions estressants sense alterar-te.

### Extraversió
És la tendència a ser alegre, dominant, i tenir l'emocionalitat positiva (Watson i Clark, 1997). Les seves facetes són: entusiasme, sociabilitat, assertivitat, activitat, aventura i emocions positives. Una elevada puntuació s'associaria a una persona sociable, amant de la diversió, amistosa, generalment amb bon humor, parladora, afectuosa, feliç i optimista. Per contra, una baixa puntuació descriuria persones amb predisposició a ser reservades, independents i amb preferència per estar soles.

### Obertura a l'experiència
És la tendència a ser creatius, flexibles, curiosos, i no convencionals (McCrae, 1996). Trobem les facetes fantasia, estètica, sentiments, accions, curiositat i valors. Altes puntuacions descriurien persones originals, amb interessos amplis, atrevides, amb preferència per la varietat i independents a l'hora d'emetre judicis. Prefereixen trencar amb la seva rutina i solen adquirir coneixements sobre diferents temes a causa de la seva curiositat. Baixes puntuacions descriurien persones poc imaginatives, conservadores i poc curioses intel·lectualment.

### Cordialitat
És la tendència a ser cooperatiu, compatible, confiat, amable i càlid (Jutge i lIIes, 2002). Les seves facetes són: confiança, honestedat, altruisme, submissió, modèstia i tendresa. Elevades puntuacions s'associarien a les persones disposades a ajudar, sensibles, generoses i empàtiques. El pol oposat correspondria a persones irritables, malpensades, que només es dediquen a criticar, oposicionistes, cíniques, venjatives i insensibles.

### Responsabilitat
És la tendència a ser orientats cap a objectius, fiables i ordenats (Barrick i Mount, 1991; Costa i McCrae, 1992). Les seves facetes són: competència, sentit del deure, ordre, reflexivitat, execució i disciplina. Ser responsable implica ser una persona controlada, governada per si mateixa, respectuosa, curosa i planificadora. Baixes puntuacions en responsabilitat descriuen persones poc implicades en els seus objectius, poc disciplinades, poc voluntarioses i amb una baixa motivació per l'èxit.

## Mesures
Existeixen molts tests diferents que es poden utilitzar per operativitzar el model de personalitat dels 5 factors. La majoria dels tests subdivideixen cadascuna de les 5 dimensions de personalitat en 6 facetes per poder obtenir una mesura més específica.
- NEO-PI-R (Costa; McCrae, 1992): Prova més utilitzada per investigació i clínica. Subdivideix cadascuna de les 5 dimensions en sis facetes. Té 240 ítems, i es triguen entre 20 i 30 minuts per completar-lo.
- NEO-FFI o NEO Five Factor Inventory (Costa & McCrae, 1992). És una versió abreujada del NEO-PI-R, format per 60 ítems. N'avalua les dimensions, però no les facetes.
- Big Five Inventory (John, Donahue & Kebtle, 1991). Format per 44 ítems.
- Ten-Item Personality Inventory (Gosling, Rentfrow & Swann, 2003).
- 20-item mini-IPIP (donnellan, Oswald, Baird & Lucas, 2006).
- FFMRF o Five-Factor Model Rating Form (Mullins-Sweatt, Jamerson, Samuel, Olson & Widiger, 2006). Està format per 30 ítems, dels quals cadascun es correspon amb una de les 30 facetes.
- IPIP FFM (Goldberg, 1999) Format per 50 ítems. Per cadascuna de les 5 dimensions del FFM es corresponen 10 dels ítems.

## Diferències entre grups

### Gènere
Els diversos estudis que s'han realitzat sobre aquest tema estan d'acord que hi ha algunes diferències moderades en la personalitat entre homes i dones.
Els homes tendeixen a puntuar més baix en les dimensions neuroticisme, extraversió, amabilitat i responsabilitat. En canvi, puntuen una mica més alt en Obertura a l'experiència. Més en concret, les facetes en les quals puntuen més alt són valors i idees, impulsivitat, aventura i modèstia.
En el cas de les dones, les puntuacions tendeixen a ser més altes en totes les dimensions excepte obertura a l'experiència.
Més en concret, les facetes en les quals puntuen més alt són estètica, sentiments, tendresa, ordre, accions, sociabilitat i emocions positives.

### Edat
Els canvis en la personalitat són més pronunciats durant l'adolescència i joventut, i després es manté més estable durant l'edat adulta.
En general, les dimensions que augmenten amb l'edat en els dos sexes són responsabilitat i amabilitat. En canvi, neuroticisme i extraversió disminueixen. En el cas d'obertura a l'experiència, hi ha un augment durant la joventut i després disminueix.

### Estudis
S'ha demostrat en diversos estudis que hi ha relació entre els diferents tipus de personalitat i els estudis o professions que es trien. En un estudi realitzat per Rubinstein (2004) en el qual es va comparar la personalitat d'estudiants de diferents facultats (dret, ciències socials, ciències naturals i art) es van trobar algunes diferències significatives. Els estudiants que van obtenir puntuacions més elevades en neuroticisme van ser els d'art i els de dret. Un altre resultat va ser que els estudiants de dret tendien a puntuar més baix en amabilitat i obertura a l'experiència que la resta d'estudiants d'altres facultats. No es van trobar diferències significatives en responsabilitat ni extraversió.

### Cultura
S'han fet diverses investigacions per comprovar si realment hi ha diferències en la personalitat entre cultures o països diferents. En l'estudi realitzat per Allik (2005) es va trobar que els països propers entre ells tendeixen a tenir puntuacions més similars en la personalitat, mentre que les regions més separades geogràficament o històricament presentaven més diferències en la personalitat. Un altre dels resultats que es van trobar és que les cultures europees i nord-americanes, en comparació amb les asiàtiques i africanes, tendien a obtenir puntuacions més elevades en extraversió i obertura a l'experiència, però més baixes en amabilitat. En el cas de la dimensió de neuroticisme, les persones que puntuen més baix són les africanes, mentre que les de l'est d'Àsia són les que puntuen més alt.
En un altre estudi, realitzat per Costa, Terracciano i McCrae (2001), en el qual es van comparar diferents nacions de tot el món, es van trobar també diferències significatives. Els resultats van ser els següents: Extraversió era més elevada a Sèrbia i Croàcia i més baixa a Bangladesh i França. Cordialitat era més elevada al Congo i Jordània, mentre que era més baixa al Japó i Lituània. Neuroticisme era més elevat al Japó i Argentina però més baix al Congo i Eslovènia. Responsabilitat més elevada al Congo i Etiòpia i més baixa al Japó i Corea del Sud. Obertura era més alta a Xile i Bèlgica i més baixa al Japó i Hong Kong.
Les diferències observades entre grups culturals o ètnics poden estar influïdes per molts factors, com la genètica, el clima, l'idioma i la traducció de les proves de personalitat.

## Aplicacions
És un model que s'utilitza en estudis en molts àmbits aplicats, com l'educació, la feina o les relacions interpersonals.

### Feina
L'afectivitat negativa està relacionada amb l'esgotament emocional i la disminució de la satisfacció en el treball. Els individus amb altes puntuacions en neuroticisme, quan s'enfronten a demandes contradictòries dels rols de feina, busquen un menor nombre de solucions per poder gestionar els problemes. Són propensos a retirar-se i a desanimar-se quan s'enfronten a situacions estressants en el treball. A més, tenen una pitjor adaptació emocional i són propensos als sentiments d'ansietat; en conseqüència, són menys propensos a mantenir emocions positives després d'un èxit.
Quan s'enfronten a demandes contradictòries de treball, els individus amb altes puntuacions en extraversió busquen solucions més proactives per ajudar a les demandes competitives de les diverses funcions. Les emocions positives poden promoure el descobriment d'accions, idees i relacions noves i creatives. Per exemple, els individus poden aplicar estratègies de gestió del temps creatives apreses en el lloc de treball per millorar l'eficiència a la llar. Per tant, les persones amb altes puntuacions en extraversió, són propensos a buscar solucions i recursos per ajudar a facilitar el funcionament no només en l'àmbit de treball, sinó en múltiples àmbits de la vida.
Dins el context del treball, hi ha pocs estudis que hagin trobat relacions significatives amb l'obertura a l'experiència. No obstant això, alguns estudis assenyalen que els individus amb altes puntuacions en obertura són propensos a considerar noves perspectives i a utilitzar solucions més creatives per gestionar la feina. Es relaciona positivament amb la resolució de problemes i la recerca d'estratègies de suport. A més, aquestes persones solen veure els diversos factors estressants com oportunitats de desenvolupament, en lloc de veure'ls com un desafiament.
Els individus amb altes puntuacions en cordialitat reporten menys interaccions negatives en el treball. Són més propensos a construir una xarxa de suport per fer front a les demandes laborals. D'altra banda, Zellars i Perrewé van trobar que la cordialitat es va associar significativament amb la participació en les converses al treball sobre qüestions no laborals (per exemple, les persones poden demanar als companys de treball assessorament en el maneig d'un conflicte familiar).
Les persones amb altes puntuacions en responsabilitat són més propenses a planificar estratègies per endavant i treballar de manera deliberada i persistentment en la implementació de solucions o la recerca de recursos que poden ajudar a reduir els efectes secundaris de la feina. De fet, la responsabilitat s'ha relacionat amb la resolució de problemes i la recerca de suport. Si les persones aprenen com gestionar més eficaçment el seu temps i la seva energia en el treball, augmentaran els nivells d'assoliment i motivació.

## Patologies
Els resultats de la investigació duta a terme per Ruiz, Pincus i Schinka van determinar que els trets de la personalitat ja siguin únics o compartits caracteritzaven les patologies mentals que s'examinaven. Es van examinar tres grups: un amb una Patologia antisocial (APD), un amb una Patologia d'abús de substàncies (SUD) i un amb una Patologia antisocial amb abús de substàncies (APD/SUD).
Tots tres grups de patologies van mostrar nivells similars de baixa Cordialitat  i baixa Responsabilitat, els nivells de Cordialitat eren molt més baixos en gent amb Patologies antisocials (APD) i Patologies antisocials amb abús de substàncies (APD/SUD) que en gent que només patia una Patologia d'abús de substàncies (SUD).
Tot i això un baix nivell de Cordialitat i Responsabilitat es mantenien en totes les patologies.
També es van trobar diferències pel que fa al factor de Neuroticisme, els participants amb Patologies antisocials i consum de substàncies (APD/SUD) i els que només patien una Patologia de consum de substàncies (SUD) tenien nivells elevats similars i significativament majors als que patien una Patologia antisocial (APD). No es van trobar correlacions significatives en el factor Extraversió i el factor Obertura a l'experiència no va ser estudiat. (Ruiz, Pincus & Schinka, 2008)

## Crítiques
El model dels cinc factors és molt utilitzat arreu del món i en molts àmbits, no obstant això també té alguns elements que han estat criticats. Per exemple l'ambigüitat de la definició del factor Obertura, que el pol positiu dels factors Cordialitat i Responsabilitat siguin més ben vistos que el pol negatiu, es critica també que es defensi que els factors són independents quan els factors Obertura i Extraversió correlacionen positivament, i l'Extraversió i el Neuroticisme correlacionen negativament. Una altra de les crítiques fa referència al fet que el Model dels Cinc Factors no pot representar completament la personalitat d'un individu amb precisió. (Gallardo-Pujol, D i Pueyo, A.A., 2013).